# Schizonycha errabunda
Schizonycha errabunda är en skalbaggsart som beskrevs av Brenske 1898. Schizonycha errabunda ingår i släktet Schizonycha och familjen Melolonthidae. Inga underarter finns listade i Catalogue of Life.